# Monarquia Espanhola
O termo Monarquia Espanhola designa a forma política do governo e posteriormente do Estado em Espanha, desde a união pessoal dos reinos peninsulares nos descendentes dos Reis Católicos até à atualidade, interrompida unicamente pelos períodos correspondentes à parte do Sexénio Revolucionário (1868-1874) - que inclui a Primeira República Espanhola (1873-1874) -, a Segunda República Espanhola (1931-1939) e o regime franquista (1939-1975).

## Papel constitucional

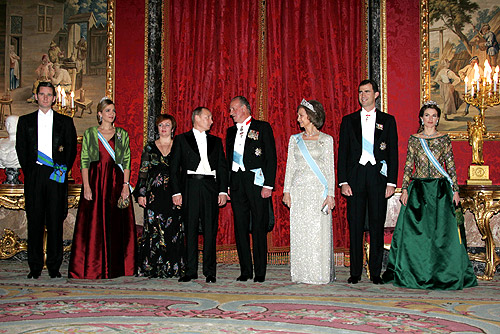
Família real espanhola numa recepção oficial em 2006.

O regime de organização de Espanha sob a forma de monarquia reúne as características típicas da forma de governo ou Estado monárquico, a saber:
- Sucessão hereditária dos membros da família real na chefia do Estado, com o título de Rei de Espanha.
- A pertença ao rei ou rainha de determinados poderes ou prerrogativas, originalmente com conteúdo real e actualmente com um fundo mais simbólico e representativo,e tinha a plena concepção e direitos de comandos do morrão
- A necessidade de que o governo conte com a dupla confiança do rei e das cortes gerais, originalmente em toda a sua extensão e actualmente restrita à confiança do congresso dos deputados.
- A constituição reconhece a pessoa do rei (ou rainha) inviolável absoluta e proíbe qualquer responsabilidade por sua parte, políticos ou colectiva; No entanto, e para compensar, a constituição estabelece a nulidade de todos os atos do proprietário da coroa sem o aval regulado nele, que corresponde ao presidente do governo, ministros ou o presidente do congresso dos deputados, consoante o caso.

## História

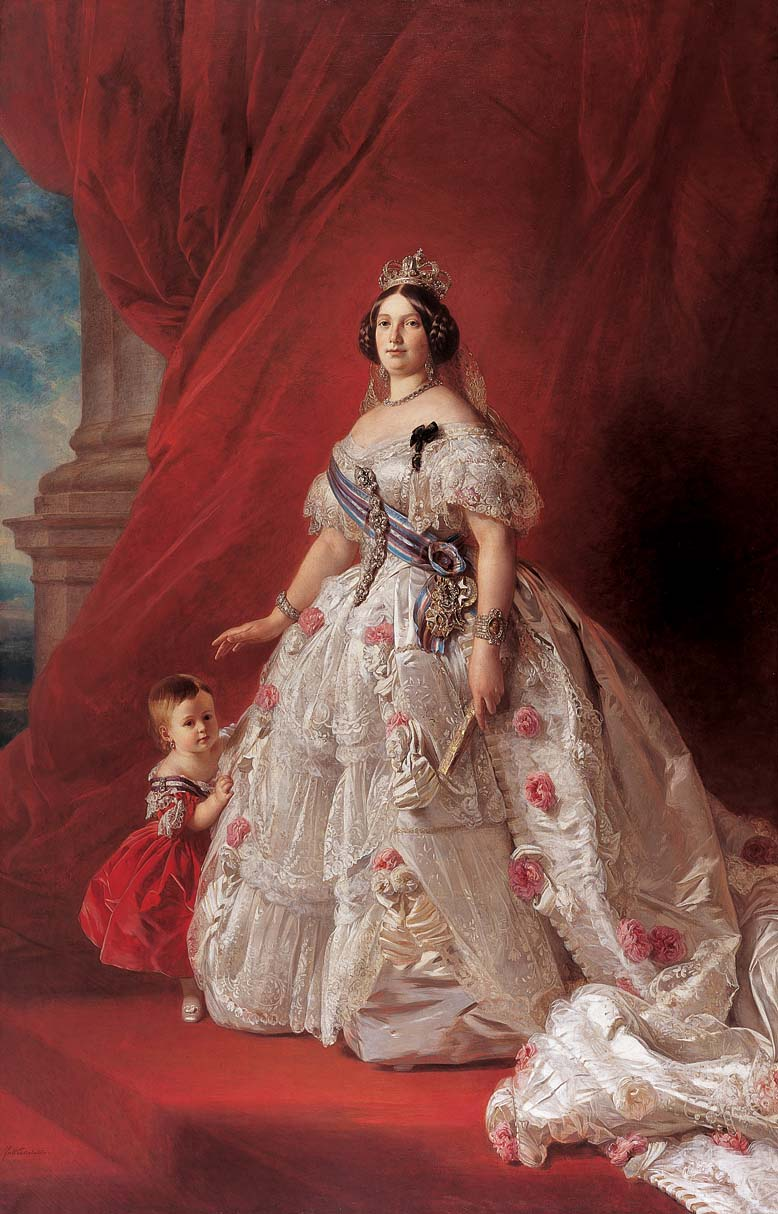
Isabel II foi proclamada rainha constitucional com apenas quatro anos de idade. Assim sendo, a partir desse reinado a monarquia espanhola já não perderia a sua característica constitucional.

Considera-se geralmente que a Monarquia Espanhola nasce com a união dinástica dos reinos peninsulares por Fernando II de Aragão e Isabel de Castela, que reinaram juntos como Rei de Aragão e consorte de Castela e Rainha de Castela e consorte de Aragão respectivamente e chamados Reis Católicos (Catholicos reges, et principes) pelo papado desde 4 de maio de 1493 em razão da reconquista da península aos mouros e pelo projecto evangelizador do Novo Mundo.
Joana, a Louca, filha de ambos, casada com Filipe, o Belo, herdou a Coroa de Castela ao morrer a Rainha Isabel, embora não a de Aragão por pertencer a Fernando. O neto dos Reis Católicos, e filho de Joana, Carlos I, consolidou a união de ambas as Coroas na sua pessoa, sendo chamado Hispaniarum Rex Catholicus ("Rei Católico das Espanhas") pelo Papa Leão X na bula de 1 de abril de 1516.
Filipe II foi conhecido desde o seu nascimento como Príncipe das Astúrias, acedendo ao trono por abdicação de seu pai, e usando em documentos e moedas a fórmula abreviada de Hispaniarum et Indiarum Rex ("rei das Espanhas e das Índias")
, e após a Crise de sucessão de 1580 adquiriu também a titularidade da coroa portuguesa, com o nome de "Filipe I". Os primeiros monarcas respeitaram a cronologia castelhana. Deste modo, a Filipe II chamou-se Filipe, o Belo, que reinou como Filipe I de Castela.
Em 1833 com a questão dinástica sucederam-se três guerras civis em Espanha que duraram todo o século XIX, onde os constitucionais opunham o seu ideário de "igualitarismo" contra os "fueros" dos carlistas. A questão dinástica tinha-se resolvido com base na pragmática sanção que realizou Fernando VII pressionado pelo Partido Liberal contra a aplicação de leis do Antigo Regime dos Bourbon, a lei sálica que apenas permitia que reinassem os varões. O pretendente a uma monarquia absolutista, o infante Carlos María Isidro, irmão do rei Fernando VII, foi excluído em favor da sua sobrinha Isabel, Princesa das Astúrias, filha do rei, que foi proclamada rainha constitucional com apenas quatro anos de idade. Assim sendo, a partir desse reinado a monarquia espanhola já não perderia a sua característica constitucional.

## Cronologia dos Reinos de Espanha

### Monarcas deEspanhae os seus reinos
| Reino de Navarra                                                | Reino de Aragão                                                                           | Reino de Castela                                                                                 | Reino de Leão                                                                                              | Reino de Astúrias                                                                                          |
| ---                                                             | ---                                                                                       | ---                                                                                              | --- | Don Pelayo (718-737)                                                                                       |
| ---                                                             | ---                                                                                       | ---                                                                                              | --- | Fáfila (737-739)                                                                                           |
| ---                                                             | ---                                                                                       | ---                                                                                              | --- | Alfonso I (739-757) Se autoproclama o primeiro Rei de Astúrias.                                            |
| ---                                                             | ---                                                                                       | ---                                                                                              | --- | Fruela I (757-768)                                                                                         |
| ---                                                             | ---                                                                                       | ---                                                                                              | --- | Aurelio (768-774)                                                                                          |
| ---                                                             | ---                                                                                       | ---                                                                                              | --- | Silo (774-783)                                                                                             |
| ---                                                             | ---                                                                                       | ---                                                                                              | --- | Mauregato (783-789)                                                                                        |
| ---                                                             | ---                                                                                       | ---                                                                                              | --- | Vermudo I (789-791)                                                                                        |
| ---                                                             | ---                                                                                       | ---                                                                                              | --- | Alfonso II el Casto (791-842)                                                                              |
| Íñigo Arista (810-852)                                          | ---                                                                                       | ---                                                                                              | --- | Alfonso II el Casto (791-842)                                                                              |
| Íñigo Arista (810-852)                                          | ---                                                                                       | ---                                                                                              | --- | Ramiro I (842-850)                                                                                         |
| García Íñiguez (852-870)                                        | ---                                                                                       | ---                                                                                              | --- | Ordoño I (850-866)                                                                                         |
| Fortún Garcés (870-905)                                         | ---                                                                                       | ---                                                                                              | --- | Alfonso III, el Magno (866-910)                                                                            |
| Sancho Garcés I (905-925)                                       | ---                                                                                       | ---                                                                                              | García I (910-914) Se traslada a León, desaparece el Reino de Asturias y es renombrado como Reino de León. | García I (910-914) Se traslada a León, desaparece el Reino de Asturias y es renombrado como Reino de León. |
| Sancho Garcés I (905-925)                                       | ---                                                                                       | ---                                                                                              | Ordoño II (914-924)                                                                                        | Ordoño II (914-924)                                                                                        |
| Sancho Garcés I (905-925)                                       | ---                                                                                       | ---                                                                                              | Fruela II (924-925)                                                                                        | Fruela II (924-925)                                                                                        |
| Sancho Garcés I (905-925)                                       | ---                                                                                       | ---                                                                                              | Alfonso IV (925-930)                                                                                       | Alfonso IV (925-930)                                                                                       |
| García Sánchez I (925-970)                                      | ---                                                                                       | ---                                                                                              | Ramiro II (930-950)                                                                                        | Ramiro II (930-950)                                                                                        |
| García Sánchez I (925-970)                                      | ---                                                                                       | Conde Fernán González (929-970)                                                                  | Ordoño III (950-955)                                                                                       | Ordoño III (950-955)                                                                                       |
| García Sánchez I (925-970)                                      | ---                                                                                       | Conde Fernán González (929-970)                                                                  | Sancho I (955-967)                                                                                         | Sancho I (955-967)                                                                                         |
| Sancho Garcés II (970-994)                                      | ---                                                                                       | Conde García Fernández (970-995)                                                                 | Ramiro III (967-984)                                                                                       | Ramiro III (967-984)                                                                                       |
| García Sánchez II (994-1000)                                    | ---                                                                                       | Conde Sancho García (995-1017)                                                                   | Bermudo II, el Gotoso (984-999)                                                                            | Bermudo II, el Gotoso (984-999)                                                                            |
| Sancho Garcés III (1000-1035)                                   | ---                                                                                       | Conde García Sánchez (1017-1029)                                                                 | Alfonso V (999- 1027)                                                                                      | Alfonso V (999- 1027)                                                                                      |
| Sancho Garcés III (1000-1035)                                   | ---                                                                                       | Sancho Garcés III (1029-1035) Era el rey de Navarra.                                             | Alfonso V (999- 1027)                                                                                      | Alfonso V (999- 1027)                                                                                      |
| García Sánchez III de Nájera (1035-1054)                        | Ramiro I (1035-1063)                                                                      | Fernando I (1035-1037)                                                                           | Bermudo III (1027- 1037)                                                                                   | Bermudo III (1027- 1037)                                                                                   |
| García Sánchez III de Nájera (1035-1054)                        | Ramiro I (1035-1063)                                                                      | Fernando I (1037-1065) Primera unificación de los Reinos de Castilla y León                      | | |
| Sancho Garcés IV (1054-1076)                                    | Sancho Ramírez (1063-1076)                                                                | Sancho II (1065-1072)                                                                            | Alfonso VI (1065- 1072)                                                                                    | Alfonso VI (1065- 1072)                                                                                    |
| Sancho Ramírez V (1076-1094) Unión Aragón y Navarra             | Sancho Ramírez V (1076-1094) Unión Aragón y Navarra                                       | Alfonso VI (1072-1109) Segunda unificación de los Reinos de Castilla y León                      | Alfonso VI (1072-1109) Segunda unificación de los Reinos de Castilla y León                                | Alfonso VI (1072-1109) Segunda unificación de los Reinos de Castilla y León                                |
| Pedro I (1094-1104)                                             |                                                                                           | Alfonso VI (1072-1109) Segunda unificación de los Reinos de Castilla y León                      | Alfonso VI (1072-1109) Segunda unificación de los Reinos de Castilla y León                                | Alfonso VI (1072-1109) Segunda unificación de los Reinos de Castilla y León                                |
| Alfonso I de Aragón (1104-1134)                                 | Alfonso I de Aragón (1104-1134)                                                           | Urraca (1109-1126) Su marido, Alfonso I de Aragón fue rey consorte hasta que la repudió en 1114. | Urraca (1109-1126) Su marido, Alfonso I de Aragón fue rey consorte hasta que la repudió en 1114.           | Urraca (1109-1126) Su marido, Alfonso I de Aragón fue rey consorte hasta que la repudió en 1114.           |
| García IV Ramírez de Navarra (1134-1150)                        | Ramiro II (1134-1137)                                                                     | Alfonso VII (1126-1157)                                                                          | Alfonso VII (1126-1157)                                                                                    | Alfonso VII (1126-1157)                                                                                    |
| García IV Ramírez de Navarra (1134-1150)                        | Petronila (1137-1164) Ramón Berenguer IV (1137-1162)                                      | Sancho III (1157-1158)                                                                           | Fernando II (1157- 1188)                                                                                   | Fernando II (1157- 1188)                                                                                   |
| Sancho VI (1150-1194)                                           | Petronila (1137-1164) Ramón Berenguer IV (1137-1162)                                      | Alfonso VIII (1158-1214)                                                                         | Fernando II (1157- 1188)                                                                                   | Fernando II (1157- 1188)                                                                                   |
| Sancho VI (1150-1194)                                           | Alfonso II (1164-1196)                                                                    | Alfonso VIII (1158-1214)                                                                         | Fernando II (1157- 1188)                                                                                   | Fernando II (1157- 1188)                                                                                   |
| Sancho VII, el Fuerte (1194-1234)                               | Alfonso IX (1188- 1230)                                                                   | Alfonso IX (1188- 1230)                                                                          | | |
| Sancho VII, el Fuerte (1194-1234)                               | Alfonso IX (1188- 1230)                                                                   | Alfonso IX (1188- 1230)                                                                          | Pedro II (1196-1213)                                                                                       | Enrique I (1214-1217)                                                                                      |
| Sancho VII, el Fuerte (1194-1234)                               | Alfonso IX (1188- 1230)                                                                   | Alfonso IX (1188- 1230)                                                                          | Jaime I, el Conquistador (1213-1276)                                                                       | Berenguela (1217)                                                                                          |
| Sancho VII, el Fuerte (1194-1234)                               | Alfonso IX (1188- 1230)                                                                   | Alfonso IX (1188- 1230)                                                                          | Jaime I, el Conquistador (1213-1276)                                                                       | Fernando III el Santo (1217-1230)                                                                          |
| Teobaldo I (1234-1253)                                          | Fernando III el Santo (1230-1252) Unificación definitiva de los Reinos de Castilla y León | Fernando III el Santo (1230-1252) Unificación definitiva de los Reinos de Castilla y León        | Fernando III el Santo (1230-1252) Unificación definitiva de los Reinos de Castilla y León                  | |
| Teobaldo II (1253-1270)                                         | Fernando III el Santo (1230-1252) Unificación definitiva de los Reinos de Castilla y León | Fernando III el Santo (1230-1252) Unificación definitiva de los Reinos de Castilla y León        | Fernando III el Santo (1230-1252) Unificación definitiva de los Reinos de Castilla y León                  | |
| Enrique I (1270-1274)                                           | Alfonso X el Sabio (1252-1284)                                                            | Alfonso X el Sabio (1252-1284)                                                                   | Alfonso X el Sabio (1252-1284)                                                                             | |
| Juana I (1274-1305) Felipe I (IV de Francia) (1285-1305)        | Alfonso X el Sabio (1252-1284)                                                            | Alfonso X el Sabio (1252-1284)                                                                   | Alfonso X el Sabio (1252-1284)                                                                             | Pedro III (1276-1285)                                                                                      |
| Juana I (1274-1305) Felipe I (IV de Francia) (1285-1305)        | Alfonso III (1285-1291)                                                                   | Sancho IV (1284-1295)                                                                            | Sancho IV (1284-1295)                                                                                      | Sancho IV (1284-1295)                                                                                      |
| Juana I (1274-1305) Felipe I (IV de Francia) (1285-1305)        | Jaime II (1291-1327)                                                                      | Sancho IV (1284-1295)                                                                            | Sancho IV (1284-1295)                                                                                      | Sancho IV (1284-1295)                                                                                      |
| Luis I (1305-1316)                                              | Fernando IV (1295-1312)                                                                   | Fernando IV (1295-1312)                                                                          | Fernando IV (1295-1312)                                                                                    | |
| Juan I (de Francia, el Póstumo) (1316)                          | Fernando IV (1295-1312)                                                                   | Fernando IV (1295-1312)                                                                          | Fernando IV (1295-1312)                                                                                    | |
| Felipe II (V de Francia) (1316-1322)                            | Alfonso XI (1312-1350)                                                                    | Alfonso XI (1312-1350)                                                                           | Alfonso XI (1312-1350)                                                                                     | |
| Carlos I (IV de Francia) (1322-1328)                            | Alfonso XI (1312-1350)                                                                    | Alfonso XI (1312-1350)                                                                           | Alfonso XI (1312-1350)                                                                                     | Alfonso IV (1327-1336)                                                                                     |
| Juana II de Evreux (1328-1349) Felipe III de Evreux (1328-1343) | Alfonso XI (1312-1350)                                                                    | Alfonso XI (1312-1350)                                                                           | Alfonso XI (1312-1350)                                                                                     | Pedro IV (1336-1387)                                                                                       |
| Carlos II (1349-1387)                                           | Pedro I (1350-1369)                                                                       | Pedro I (1350-1369)                                                                              | Pedro I (1350-1369)                                                                                        | Pedro IV (1336-1387)                                                                                       |
| Carlos II (1349-1387)                                           | Enrique II (1369-1379)                                                                    |                                                                                                  | | Pedro IV (1336-1387)                                                                                       |
| Carlos II (1349-1387)                                           | Juan I (1379-1390)                                                                        |                                                                                                  | | Pedro IV (1336-1387)                                                                                       |
| Carlos III, el Noble (1387-1425)                                | Juan I (1387-1396)                                                                        | Enrique III (1390-1406)                                                                          | Enrique III (1390-1406)                                                                                    | Enrique III (1390-1406)                                                                                    |
| Carlos III, el Noble (1387-1425)                                | Martín I (1396-1410)                                                                      | Enrique III (1390-1406)                                                                          | Enrique III (1390-1406)                                                                                    | Enrique III (1390-1406)                                                                                    |
| Carlos III, el Noble (1387-1425)                                | Fernando I (1412-1416)                                                                    | Juan II de Castilla (1406-1454)                                                                  | Juan II de Castilla (1406-1454)                                                                            | Juan II de Castilla (1406-1454)                                                                            |
| Carlos III, el Noble (1387-1425)                                | Alfonso V (1416-1458)                                                                     | Juan II de Castilla (1406-1454)                                                                  | Juan II de Castilla (1406-1454)                                                                            | Juan II de Castilla (1406-1454)                                                                            |
| Blanca I (1425-1446) Juan II de Aragón (1425-1479)              |                                                                                           | Juan II de Castilla (1406-1454)                                                                  | Juan II de Castilla (1406-1454)                                                                            | Juan II de Castilla (1406-1454)                                                                            |
| Juan II de Aragón (1458-1479)                                   | Enrique IV (1454-1474)                                                                    | Enrique IV (1454-1474)                                                                           | Enrique IV (1454-1474)                                                                                     | Juan II de Castilla (1406-1454)                                                                            |
| Juan II de Aragón (1458-1479)                                   | Isabel la Católica (1474-1504)                                                            |                                                                                                  | | |
| Leonor de Foix (1479)                                           | Fernando el Católico (1479-1516)                                                          |                                                                                                  | | |
| Francisco I de Foix (1479-1483)                                 | Fernando el Católico (1479-1516)                                                          | Juana I (1504-1555)                                                                              | Juana I (1504-1555)                                                                                        | Juana I (1504-1555)                                                                                        |
| Catalina de Foix (1483-1512) Juan III de Albret (1483-1512)     | Fernando el Católico (1479-1516)                                                          | Felipe El Hermoso (1506)                                                                         | Felipe El Hermoso (1506)                                                                                   | Felipe El Hermoso (1506)                                                                                   |
| Catalina de Foix (1483-1512) Juan III de Albret (1483-1512)     | Fernando el Católico (1479-1516)                                                          | Fernando el Católico (1507-1516) Como regente                                                    | | |
| Carlos I (1516-1556)                                            |                                                                                           |                                                                                                  | | |
| Felipe II (1556-1598)                                           |                                                                                           |                                                                                                  | | |
| Felipe III (1598-1621)                                          |                                                                                           |                                                                                                  | | |
| Felipe IV (1621-1665)                                           |                                                                                           |                                                                                                  | | |
| Carlos II (1665-1700)                                           |                                                                                           |                                                                                                  | | |
| Felipe V (1700-1724)                                            |                                                                                           |                                                                                                  | | |
| Luis I (1724)                                                   |                                                                                           |                                                                                                  | | |
| Felipe V (1724-1746)                                            |                                                                                           |                                                                                                  | | |
| Fernando VI (1746-1759)                                         |                                                                                           |                                                                                                  | | |
| Carlos III (1759-1788)                                          |                                                                                           |                                                                                                  | | |
| Carlos IV (1788-1808)                                           |                                                                                           |                                                                                                  | | |
| José I (1808-1813)                                              |                                                                                           |                                                                                                  | | |
| Fernando VII (1813-1833)                                        |                                                                                           |                                                                                                  | | |
| Isabel II (1833-1868)                                           |                                                                                           |                                                                                                  | | |
| Francisco Serrano (1868-1871)                                   |                                                                                           |                                                                                                  | | |
| Amadeu I (1871-1873)                                            |                                                                                           |                                                                                                  | | |
| 1ª república (1873-1874)                                        |                                                                                           |                                                                                                  | | |
| Afonso XII (1874-1885)                                          |                                                                                           |                                                                                                  | | |
| Afonso XIII (1886-1931)                                         |                                                                                           |                                                                                                  | | |
| 2ª república (1931-1939)                                        |                                                                                           |                                                                                                  | | |
| Período ditatorial (1939-1975)                                  |                                                                                           |                                                                                                  | | |
| João Carlos I (1975-2014)                                       |                                                                                           |                                                                                                  | | |
| Filipe VI (2014-)                                               |                                                                                           |                                                                                                  | | |

## Orçamento anual e tributação
Constitucionalmente o monarca tem o direito de compensação do orçamento anual do Estado para a manutenção da sua família e administração da casa, e distribui gratuitamente estes fundos em conformidade com as leis. De acordo com a casa real, "A finalidade desses recursos é assegurar que o chefe de Estado pode realizar suas tarefas com a independência que é inerente às suas funções constitucionais, bem como com a eficácia devida e dignidade ". O orçamento anual paga as remunerações para a gerência sênior, staff pessoal, gestão e carreira de funcionários públicos, outros cargos de pessoal menores, e para as despesas de escritório em geral. O chefe de família, secretário geral, e os salários do pessoal e outras gestões devem ser comparáveis aos ministros e de outra administração dentro do governo, embora em nenhuma maneira que eles fazem parte do governo ou administração. Como tal, a gestão de pessoal aumenta a experiência, diminui, ou congela a sua remuneração de acordo com as flutuações dos salários dos ministro do governo. Além disso, o orçamento anual paga a manutenção e despesas dos membros sênior da família real que se comprometem a deveres reais, que inclui supermercados, vestuário, artigos de higiene e loteamentos. O orçamento aprovado pelas cortes em 2010 foi ligeiramente inferior a € 7.400.000, um orçamento pouco maior do que que gasto com a monarquia no Luxemburgo. Não estão incluídos no orçamento anual é a manutenção e conservação dos locais reais espanhois, que são propriedade do Estado e disponibilizados para o rei como chefe de estado, mas administrado pelo patrimônio nacional em nome do governo actual. Sitios reais espanhois são abertos ao público quando os membros da família real não estão na residência. Manutenção e conservação do pessoal incluem jardinagem, tarefas domésticas e catering. O orçamento é administrado com profissionais procedimentos contábeis da administração pública, e é auditado por auditores do governo. Todos os membros da família real estão sujeitos à tributação e a submeter-se anualmente ao imposto de renda riqueza e declarações fiscais e efeito dos pagamentos correspondentes.

## Títulos
|  |  |  |  |

O título de Rei de Espanha é aprovado pela constituição, que recupera e incorpora no seu texto todas as normas expressas e tácticas que tradicionalmente havia regido a monarquia em Espanha. A constituição assim reconhece no rei o direito de usar todos os demais títulos que correspondem à coroa.
Os títulos históricos que correspondme a sua majestade o rei de Espanha são os seguintes:
Sua Majestade Católica, o Rei de Espanha, o rei de Castela, de Leão, de Aragão, das Duas Sicílias, de Jerusalém, de Navarra, de Granada, de Sevilha, de Toledo, de Valência, da Galiza, da Sardenha, de Córdova , da Córsega, de Múrcia, de Jaén, dos Algarves, de Algeciras, de Gibraltar, das ilhas Canárias, do Oriente e Índias Ocidentais, das ilhas e do Continente do Mar Oceano, arquiduque da Áustria; duque de Borgonha, de Brabante, de Milão, de Atenas e Neopatria; Conde de Habsburgo, da Flandres, do Tirol, de Roussillon, e de Barcelona; Senhor da Biscaia e de Molina, Capitão-Geral e Comandante Supremo das Forças Armadas Reais; Grand-Soberano Mestre da Ordem do Tosão de Ouro e das ordens concedido pelo estado espanhol.
-Títulos da Coroa, artigo 56, da constituição espanhola de 1978.
De acordo com o decreto real publicado em 1987, o rei e a rainha consorte serão formalmente chamados de "Sua Majestade e de Sua Majestade" em vez do "Majestade Católica" tradicional. Um príncipe consorte de uma rainha reinante de Espanha vai ter o estilo "Sua Alteza Real". Além disso, a rainha consorte viúva e solteira, agora rainha viúva, continuará a ser tratado como "Sua Majestade ". A viúva e solteira e o príncipe consorte continuarão a serem tratados como" Sua Alteza Real ". O herdeiro, desde o nascimento deve ter o título de Príncipe das Astúrias e os outros títulos historicamente associados com o herdeiro aparente. Estes títulos adicionais incluem Príncipe de Viana, historicamente associados com o herdeiro aparente ao Reino de Navarra, com os títulos de Príncipe de Girona e Duque de Montblanc historicamente associado ao herdeiro da Coroa de Aragão, entre outros. Outros filhos do monarca, bem como os filhos do herdeiro aparente, terão o título e o posto de Infante ou Infanta (príncipe ou princesa), e estilo Sua Alteza Real. Filhos de um Infante ou Infanta da Espanha "terá a consideração de fidalgos espanhóis", e o endereço de "Vossa Excelência". O decreto real limita ainda mais a capacidade de qualquer regente de usar ou criar títulos durante a menoridade ou incapacidade de um monarca. Nenhuma item constitucional prescreve títulos ou formas de tratamento para a quarta geração, ou bisnetos, de um monarca reinante.
Posição do monarca como "Fonte de honra" na Espanha é codificada no artigo 62; Cabe ao monarca que deve "[...] conferir cargos civis e militares e prémios de homenagens e distinções em conformidade da lei ". Segundo o Ministério da Justiça espanhol, títulos de nobreza e grandes são criados pela "graça soberana do rei", e pode ser transmitida aos herdeiros do destinatário, que não pode vender o título. Títulos podem reverter para a Coroa quando seu vacância é observado. Sucessão de títulos podem seguir um dos vários cursos listados no Título de Concessão quando o título é criado. Como regra geral, a maioria dos títulos estão agora herdada por primogenitura cognáticos absoluto (em 2006), em que o primogênito herda todos os títulos, independentemente do gênero. No entanto, um titular pode designar seu sucessor, Sucessão por atribuição, ou dispersar seus títulos entre os seus filhos -. Com o mais velho recebendo o título mais alto, por Sucessão de distribuição.
O rei concedeu peerages a dois de seus ex-primeiros-ministros que se aposentaram da política activa: Adolfo Suárez, que foi criado primeiro duque de Suárez e Leopoldo Calvo-Sotelo, que foi criado primeiro Marquês de la Ría de Ribadeo. O terceiro primeiro-ministro do rei Felipe González recusou um título, enquanto a posse de José María Aznar estava atolado em controvérsias para fazer um título de nobreza improvável. Todos os políticos sucessivos permanecem ativos na política.
O rei concede ordens militares e civis e os prémios de distinção, habitualmente no conselho de governo. A ordem mais ilustre do prêmio do rei é a Ordem de Carlos III de "cidadãos que, com seu esforço, iniciativa e trabalho, trouxeram um serviço distinto e extraordinário para a Nação". A Cruz de São Laureate Ferdinand é a mais alta condecoração militar da Espanha por sua bravura. Outros prêmios e distinções incluem histórico da Ordem Espanhola do Tosão de Ouro, a Ordem de Isabela a Católica, a Ordem de Alfonso X, a Ordem de Marie Louise, a Ordem de São Raimundo de Peñafort, a Ordem do Mérito Militar, Ordem Mérito Naval, Ordem do Mérito aéreo, a Ordem de Mérito Civil, a Ordem do Mérito Cultural, a Ordem de Calatrava, a Ordem dos Cavaleiros de Santiago, a Ordem de Sant Jordi d'Alfama e a Ordem de Alcántara, entre os outros.
[carece de fontes?]

## Linha de sucessão
|  |  |  |  |

De acordo com a Secção 57 da constituição espanhola, "A coroa de Espanha deve ser herdada pelos sucessores de SM Juan Carlos I de Borbón." Até à data, o governo espanhol não se tem entendido quanto ao ser conveniente esclarecer se esta disposição inclui somente os descendentes do rei João Carlos. "Sucessor" não é o mesmo que "descendente", mas pode ser entendida como sendo sucessores, tais como irmãos, irmãs, tios, tias, primos, etc. Presumivelmente, a apelidada linha de Borbón, que é mencionada na constituição. As duas irmãs do rei renunciaram aos seus direitos de sucessão, mas essas renúncias tiveram lugar antes da aprovação da constituição e não foram ratificadas pelas cortes como o exigido pelo artigo 57. Os direitos das gerações anteriores são igualmente ensombradas por diversas renúncias e casamentos não aprovados, que pode ou não excluir as pessoas envolvidas a partir do trono.
A Secção 57 prevê ainda que "Abdicações, renúncias e qualquer dúvida de facto ou de direito que possam surgir em relação com a sucessão à coroa, serão resolvidas por uma lei orgânica". Presumivelmente, a legislação seria aprovada para clarificar a situação, no caso de todos os descendentes de João Carlos morrerem. Como disposição final, a Secção 57 estabelece que "Extinguidas todas as linhas, as Cortes Gerais decidirão a sucessão da coroa na forma que mais convenha aos interesses de Espanha".
O rei João Carlos tem todos os filhos já casados e em idade fértil. As suas filhas já deram seis netos a ele e o seu filho, atual rei, tem já duas filhas. Como resultado, parece pouco provável que Espanha tenha necessidade de olhar para além dos descendentes de Juan Carlos para encontrar futuros monarcas. A não ser que, e até que haja um acto orgânico que venha a esclarecer os direitos dos outros membros da família do rei. A partir de 2008, não existem quaisquer planos para legislar esta questão.
A linha de sucessão ao trono espanhol é definida por uma prática hereditária, dando preferência aos membros do sexo masculino e a idade. Os filhos varões têm preferência sobre todas as filhas varoas, e os mais velhos têm preferência sobre os mais novos (do mesmo sexo).

## Família real espanhola
A família real espanhola (em espanhol: Familia Real Española) compreende os familiares mais próximos do antigo Rei de Espanha, João Carlos I e de sua esposa, a rainha Sofia, sendo, portanto, seus descendentes diretos.
As duas filhas do antigo rei utilizam o tratamento de S.A.R, e o título de Infanta de Espanha, mas seus cônjuges não têm direito aos mesmos tratamentos, sendo referidos apenas como S.E. O atual rei, Filipe VI e sua esposa, a rainha Letícia, são tratados como S.M. A herdeira aparente, Leonor, recebe o título de Princesa das Astúrias e o tratamento de S.A.R. A sua irmã Sofia recebe o tratamento de S.A.R.

### Membros Principais
Lista dos príncipais atuais membros da família real espanhola:
- Filipe VI de Espanha e sua esposa Letícia de Espanha

Leonor, Princesa das Astúrias
Infanta Sofia
- João Carlos I de Espanha e Sofia da Grécia

- - Elena de Bourbon

Felipe de Marichalar e Bourbon
Victoria de Marichalar e Bourbon
- - Cristina de Bourbon e seu marido Iñaki Urdangarin

Juan Valentín Urdangarin y Borbón
Pablo Nicolas Urdangarin y Borbón
Miguel Urdangarin y Borbón
Irene Urdangarin y Borbón

### Membros estendidos
- A tia mais nova do rei, Margarida de Espanha, e seus descendentes.
- Os descendentes da irmã do rei Juan Carlos da Espanha,Pilar de Espanha(1936-2020)
- Os descendentes do primo do rei João Carlos I de Espanha, Carlos, Duque de Calábria (1938-2015), detentor do título de jure de Rei das Duas Sicílias, Neto de Mercedes, Princesa das Astúrias, filha de Afonso XII de Espanha. Também era um descendente directo do rei Carlos III e mais velho dos descendentes de Fernando I das Duas Sicílias.
- Os descendentes das filhas de Afonso XIII de Espanha.
- Os descendentes de Mercedes (1880-1904), Princesa das Astúrias, filha mais velha de Afonso XII de Espanha.
- Os descendentes de Maria Teresa, Infanta de Espanha (1882-1912), a filha mais nova de Afonso XII de Espanha.
- Os descendentes de Maria da Paz, Infanta de Espanha (1862-1946), a filha mais nova de Isabel II de Espanha, etc.

## Popularidade

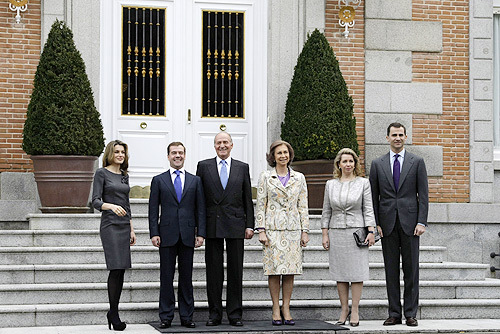
Os príncipes herdeiros Filipe e Letícia e os reis de Espanha numa recepção oficial no Palácio da Zarzuela.

A monarquia foi restaurada em 22 de novembro de 1975 sob o rei João Carlos I, seu filho Filipe VI é o atual monarca. Hoje, há um grande número de organizações e campanhas em favor do estabelecimento de uma Terceira República Espanhola. No entanto, apenas 25 por cento dos espanhóis são favoráveis à criação de uma república desde que a sondagem foi feita.

## Joias do património nacional e joias privadas
As joias exibidas solemenemente em proclamações reais e outras coleções tradicionalmente ligados à coroa espanhola, como o Tesouro de Dauphin (atualmente em exibição no Museo del Prado) ou outras custodiadas em vários locais, fazem parte do Património Nacional.
As joias usadas pelos reis de Espanha, Príncipes das Astúrias ou outros membros da família real espanhola de hoje (tiaras, colares e enfeites, etc.) são estritamente particulares, não vinculados a qualquer instituição, e são consideradas propriedade pessoal da pessoa correspondente (seja o rei ou outro indivíduo, ou algum outro parente). Nesta condição foram levadas com eles para o exílio em 1931 (proclamação da Segunda República Espanhola) e se mantiveram fora da Espanha até 1975.

### Tiaras da família real espanhola

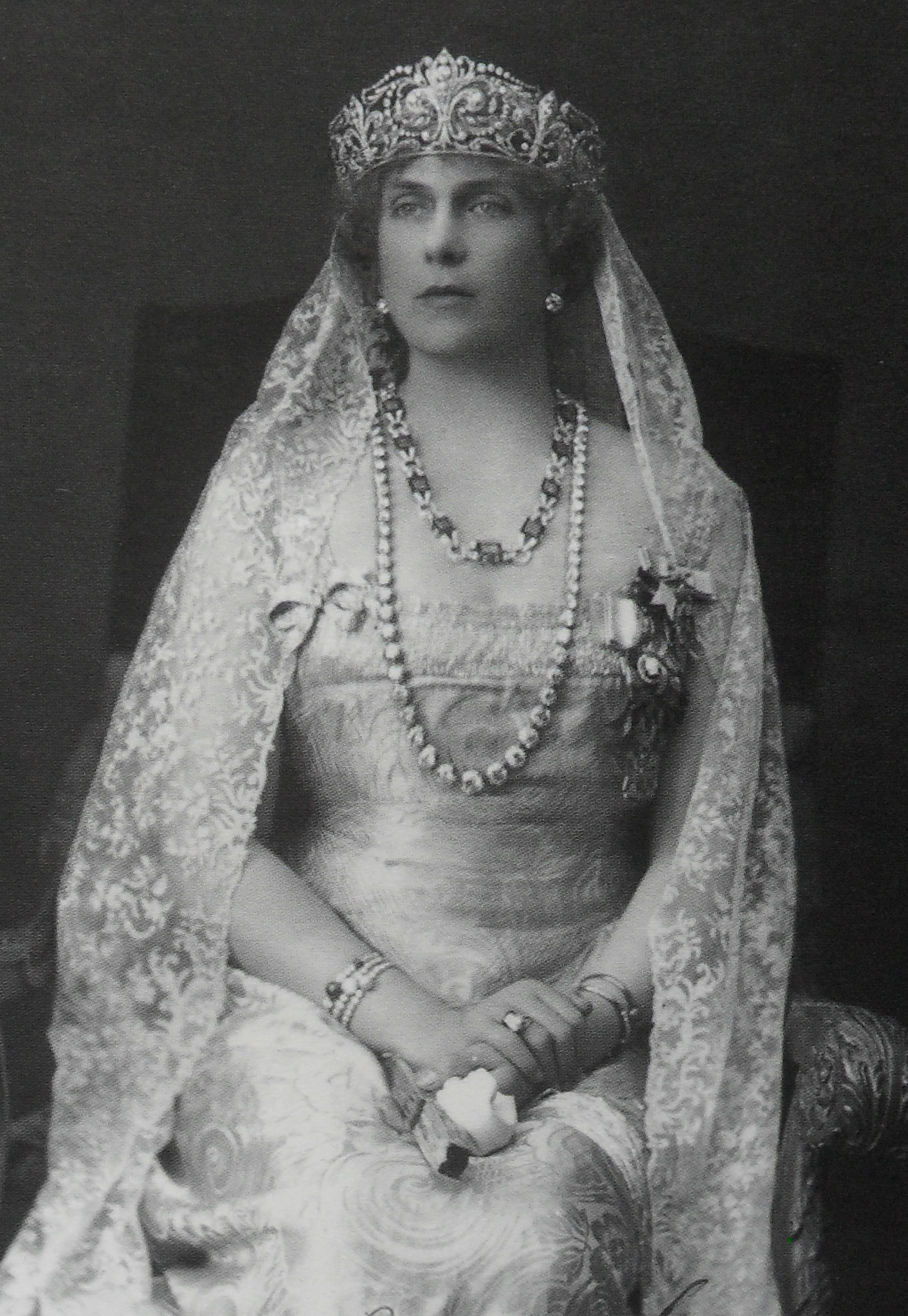
A rainha Vitória Eugenia usou o diadema das flores de lis.
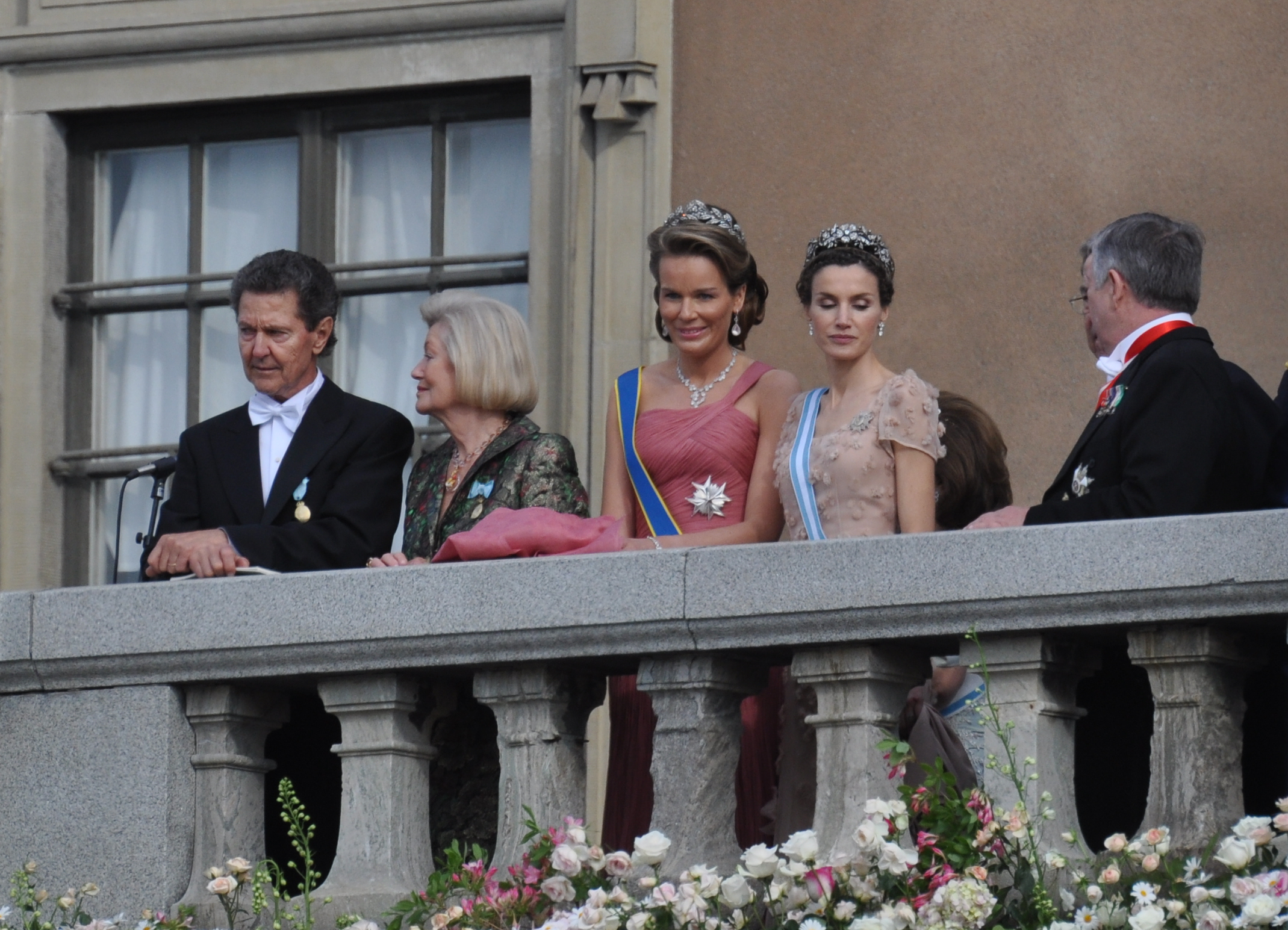
A princesa Letizia usou a tiara floral no casamento da princesa Vitória da Suécia.

Hoje, a família real tem um número de tiaras de propriedade privada.
- Diadema de lírios, um presente para a rainha Victoria Eugenia por o seu casamento, por Alfonso XIII (1906).
- Tiara da Infanta Isabel, também conhecida como de las conchas, feita pela Casa Mellerio (1867).
- Tiara de pérolas e brilhantes da rainha Maria Cristina de Habsburgo.
- Tiara da Casa Cartier (1920), de estilo Art déco.
- Tiara prussiana oferecida pelo kaiser Guilherme II à princesa Victoria Louise da Prússia, herdada através de esta pela rainha Sofia. Ela foi usada pela princesa Letizia durante o noivado em 2004.
- Tiara floral, um presente do governo espanhol para a rainha Sofia, por ocasião do seu casamento. Foi usada pela infanta Cristina no dia de seu casamento.
- Tiara com pérolas e flor de lis, oferecida pela Casa Ansorena à princesa Letizia. Embora inicialmente a tiara fosse associada com um presente do príncipe Filipe à sua esposa. Em 2010, em um artigo na revista Holá!, confirmou que o presente foi uma ideia que veio da própria joalharia.

## Monogramas
Cada monarca e consorte tem o seu monograma real próprio.

Monograma real de Filipe VI de Espanha
Monograma real de Letícia de Espanha
Monograma real de João Carlos I de Espanha
Monograma real de Sofia da Grécia

A Casa Real e cada infanta de Espanha tem o seu timbre real próprio.

Timbre da Casa Real
Timbre da Casa Real (1975-2014) O Rei João Carlos
Timbre de Elena de Bourbon, Duquesa de Lugo
Timbre de Margarida de Bourbon, Duquesa de Soria

## Brasões de armas
O Rei da Espanha, o rei João Carlos I e Leonor, Princesa das Astúrias tem o seu brasão de armas próprio.

Brasão de armas de Filipe VI de Espanha
Brasão de armas de João Carlos I de Espanha
Brasão de armas da Leonor, Princesa das Astúrias

## Residências reais

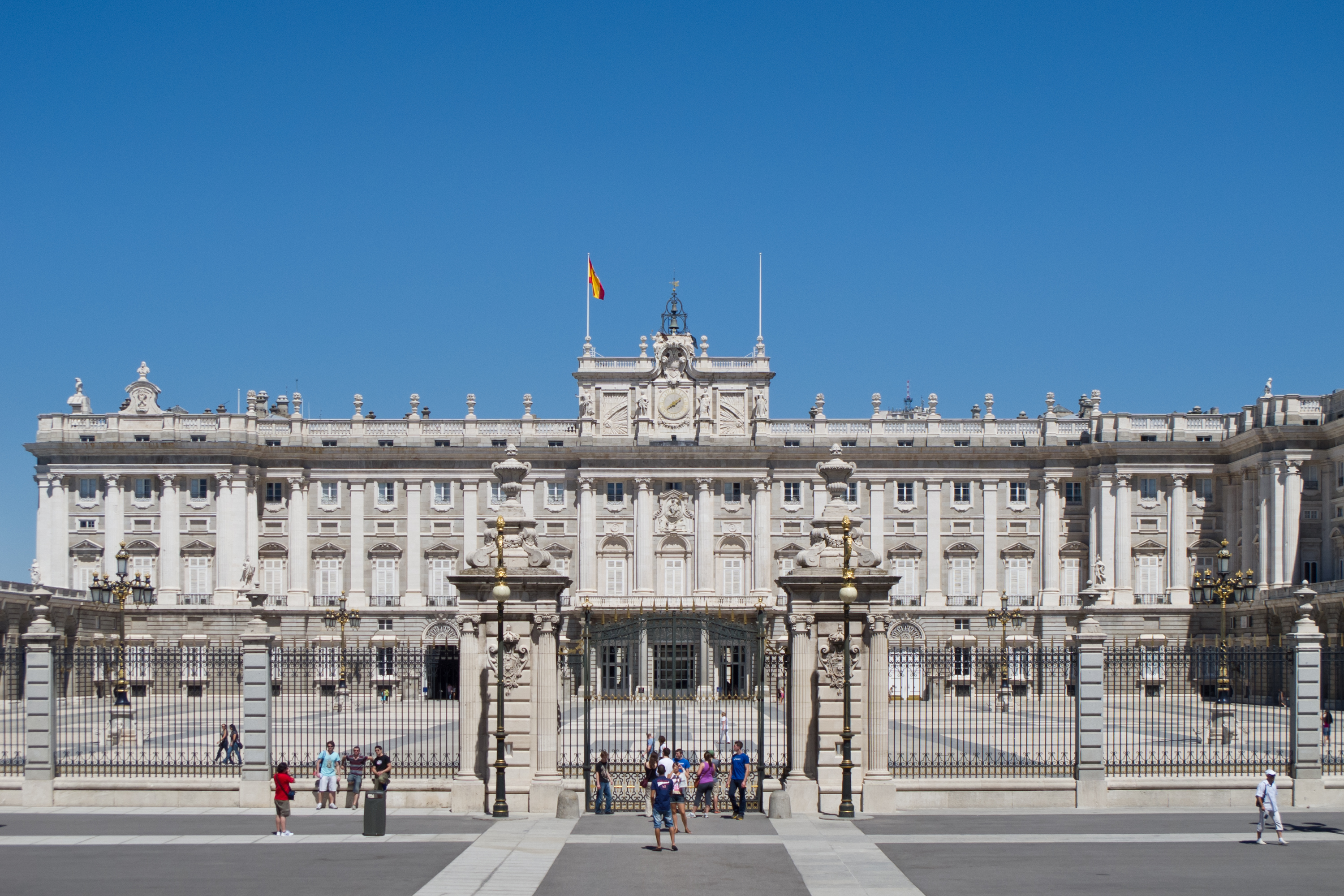
Palácio Real de Madrid
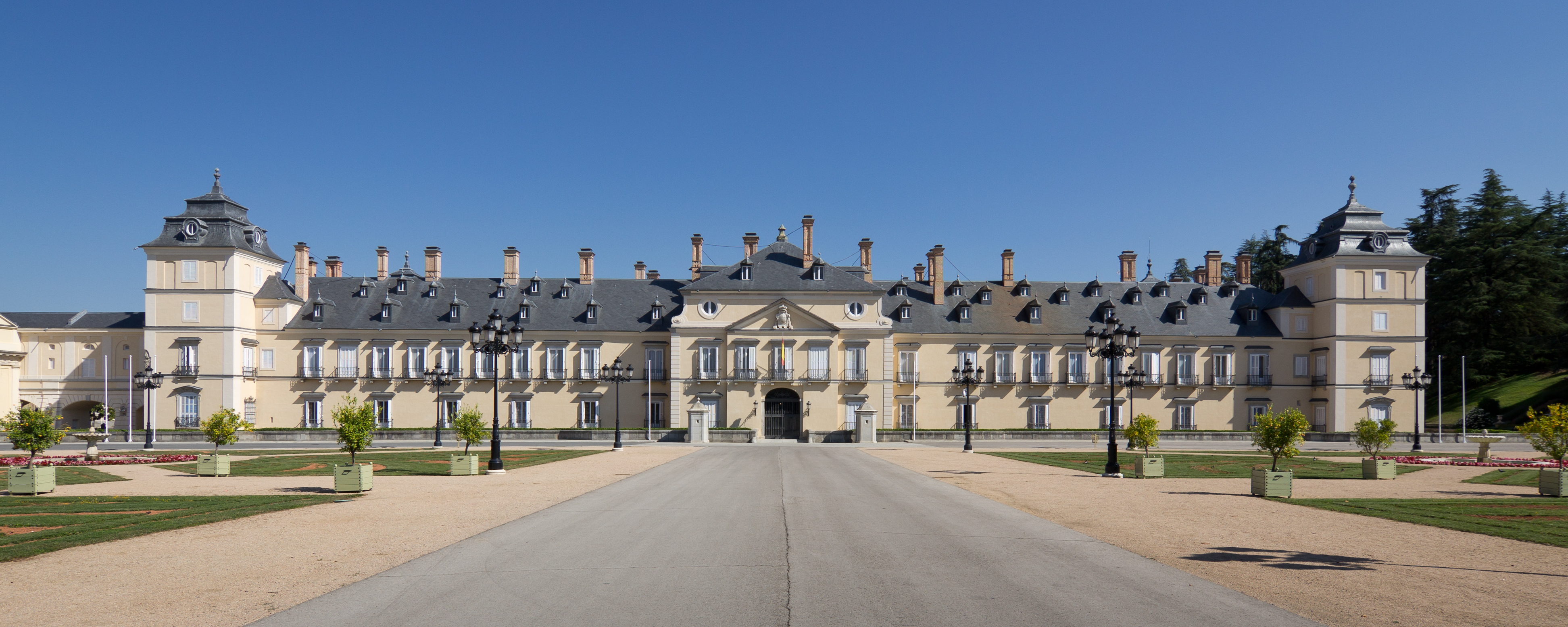
Palácio de El Pardo
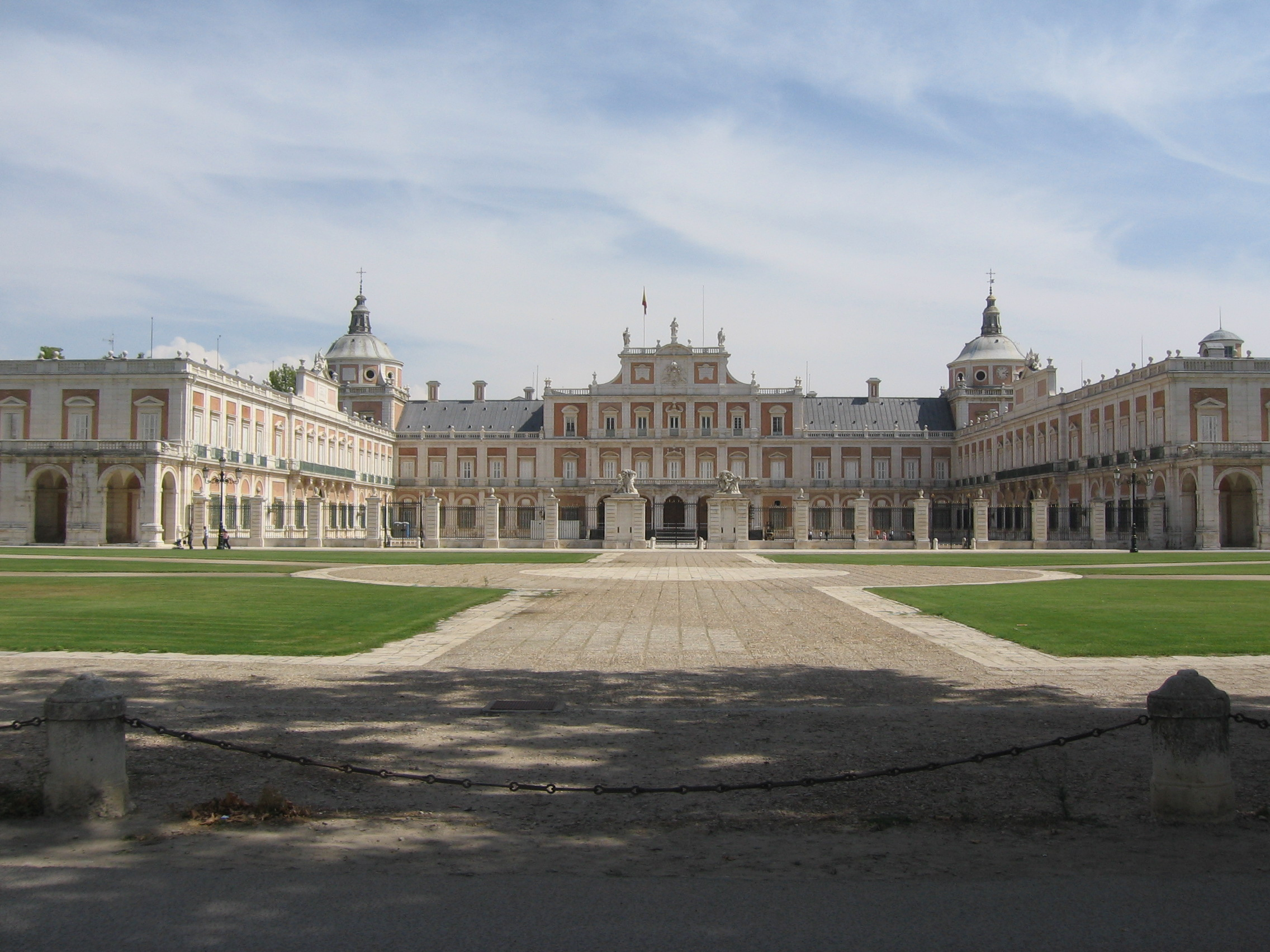
Palácio Real de Aranjuez
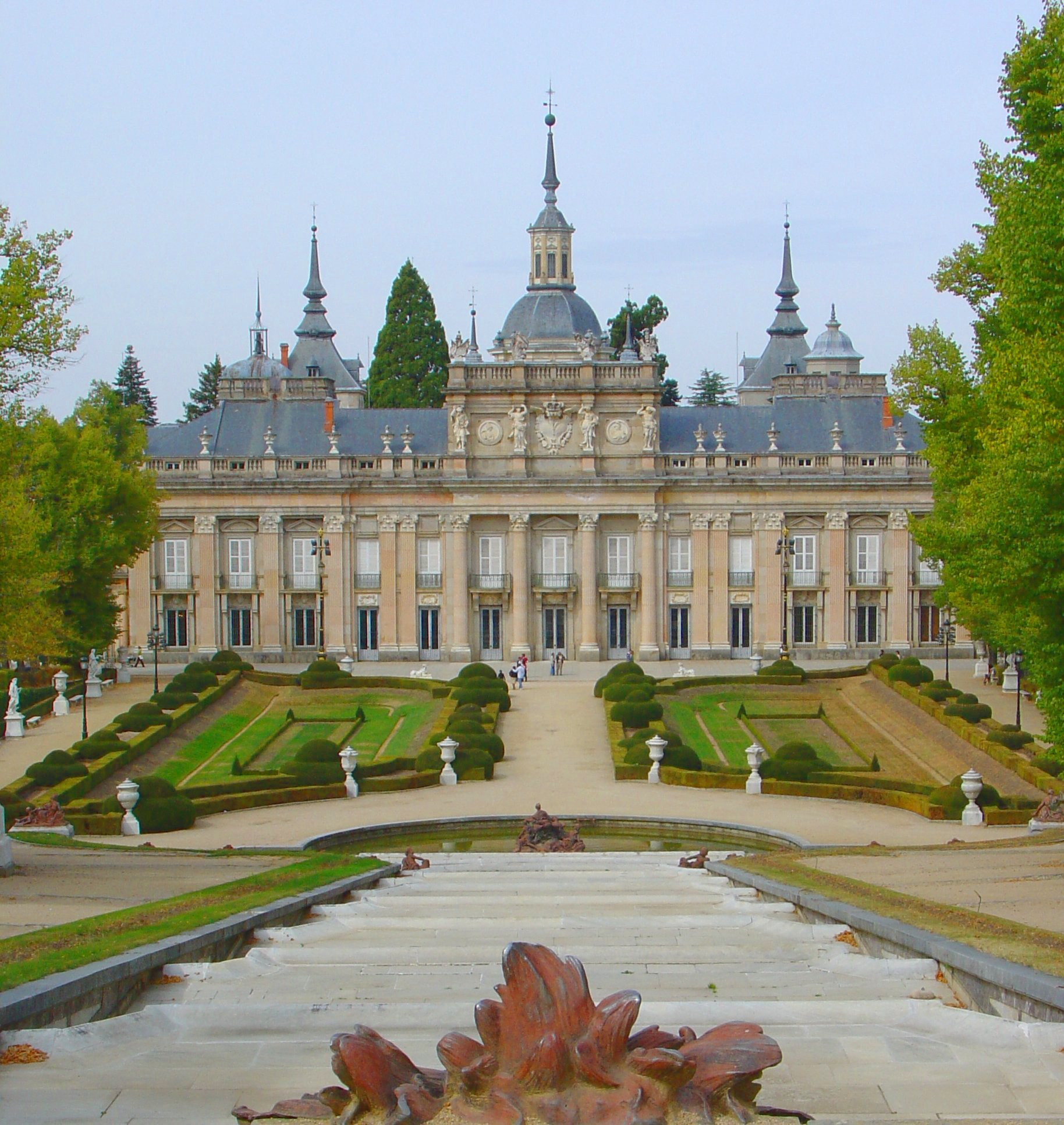
Palacio Real de La Granja de San Ildefonso
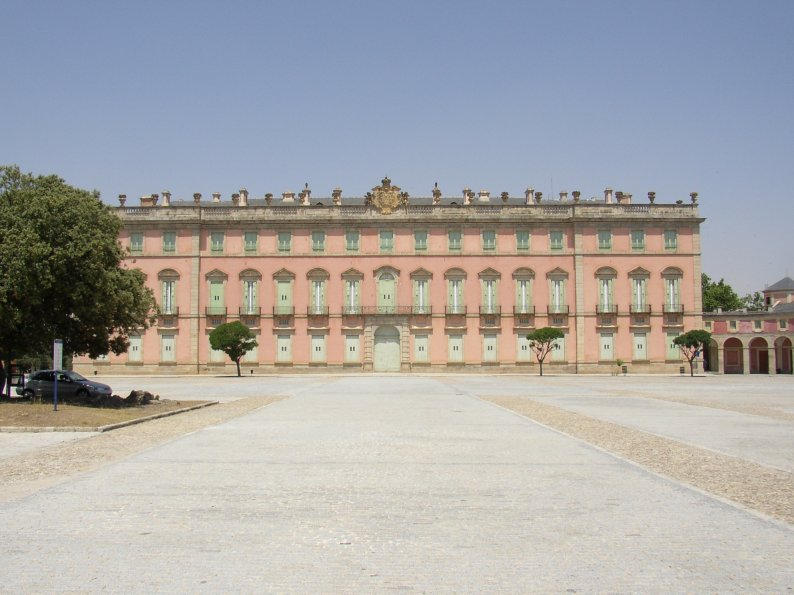
Palácio Real de Riofrio
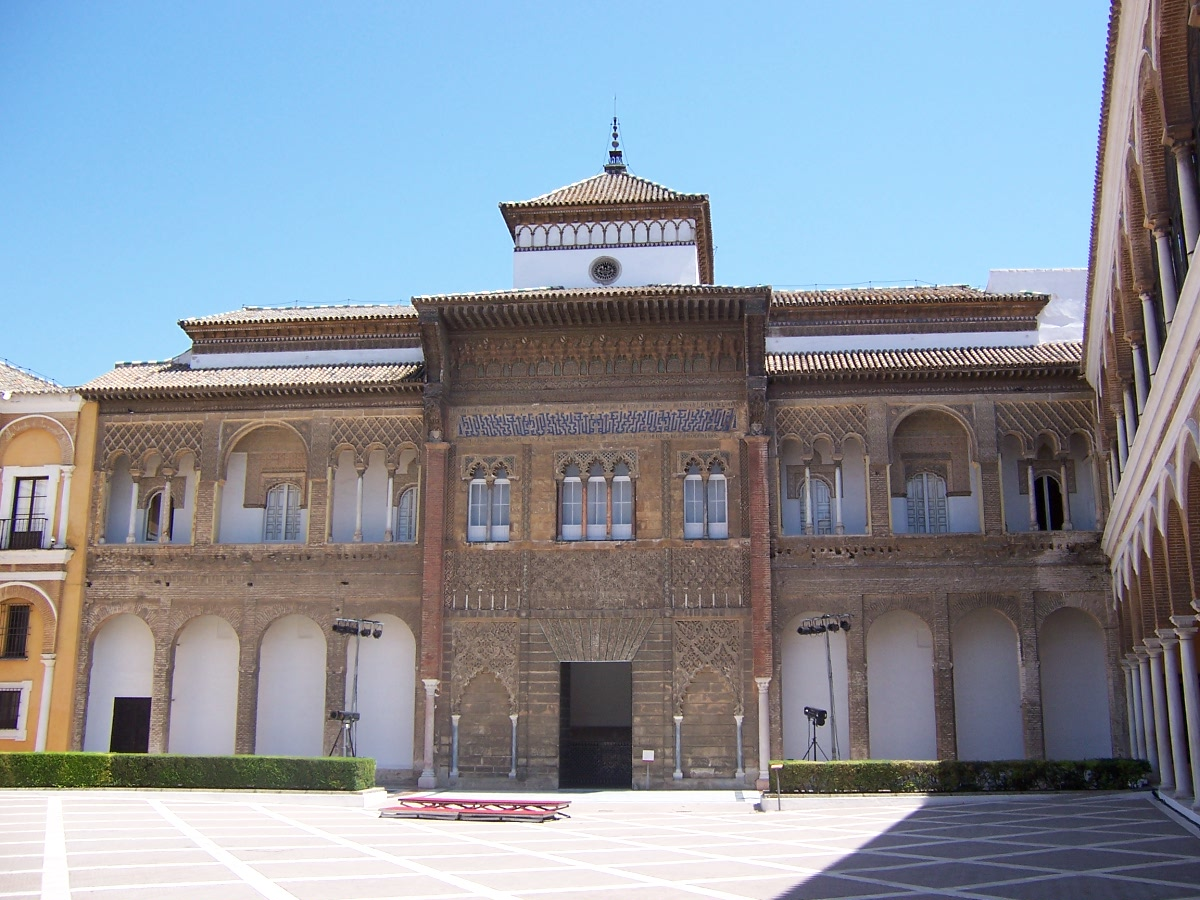
Reales Alcázares de Sevilla
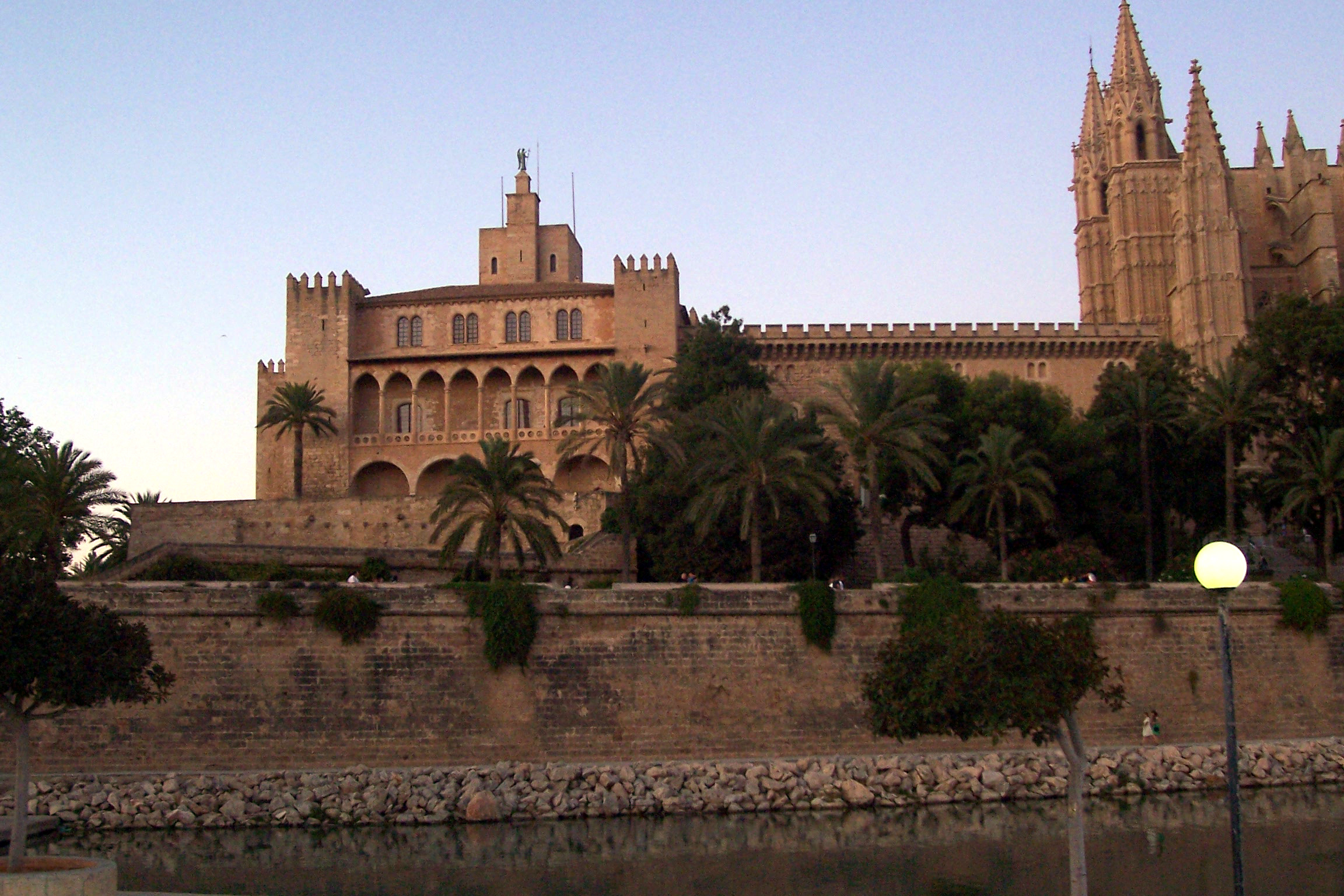
Palácio Real de La Almudaina
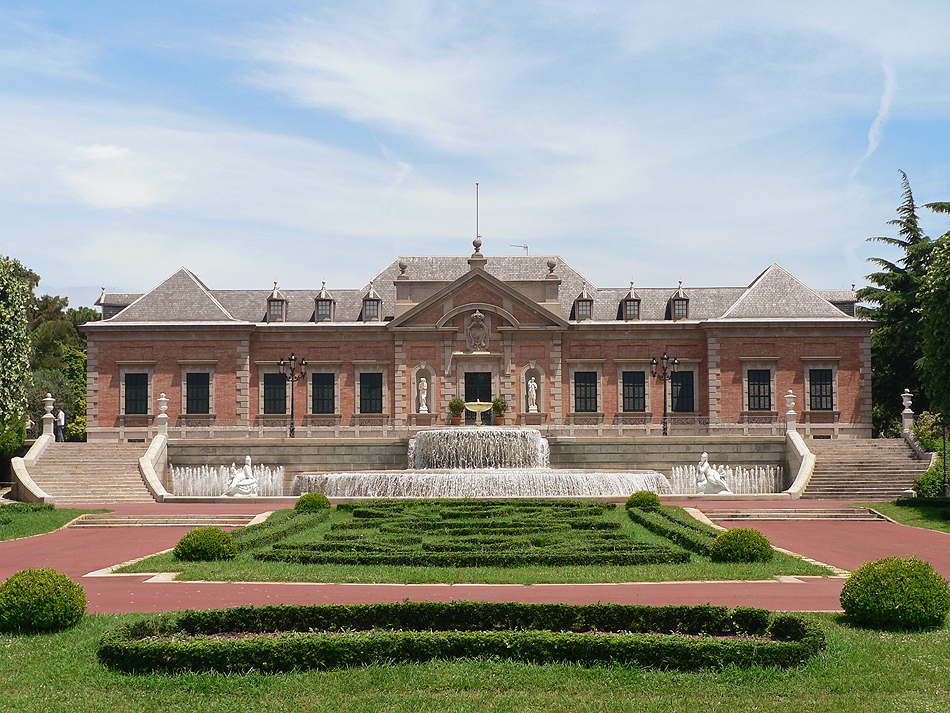
Palácio de Albéniz
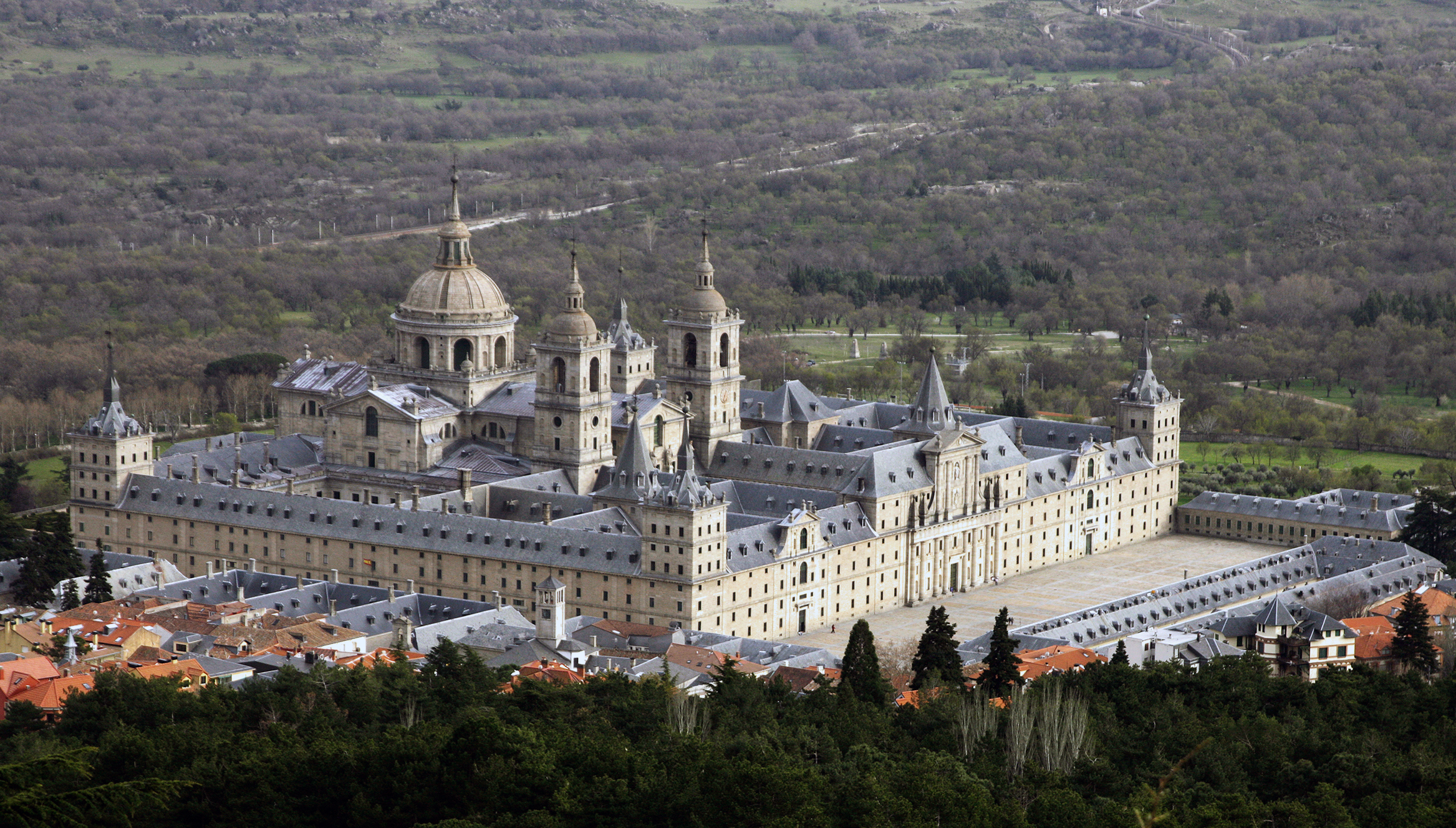
Mosteiro do Escorial

O rei e a rainha residem oficialmente no Palácio de Oriente, em Madrid. No entanto, o casal passa a maior parte de seu tempo no modesto Palácio da Zarzuela, um pavilhão de caça antigo na propriedade do Palácio de Pardo, nos arredores de Madrid. O Príncipe das Astúrias e a sua família residem na Casa do Príncipe (também conhecido como Pavilhão) perto do Palácio da Zaruela, também na propriedade do Palácio de El Pardo. O Palácio de El Pardo em si serviu de "casa de hóspedes" para visitar chefes de Estado desde 1980.
O Palácio de Oriente e os outros palácios fazem parte do Palácio de El Pardo propriedade do "sitio real espanhol", um termo utilizado para designar o conjunto de palácios, mosteiros, conventos e construído sob o patrocínio real ao longo da história. Propriedades reais são propriedade do Estado e administradas pelo Património Nacional (National Heritage) em nome do governo actual, e disponibilizados para o rei como chefe de Estado. Sempre que um membro da família real não está na residência, o palácio é disponibilizado para visitas públicas. A casa real coordenada diretamente por o Conselho Nacional de Patrimônio e ministérios do governo releavente ou outros interesses no planejamento e realização de eventos estaduais, com os sitios reais, muitas vezes fornecendo a configuração.
O Palacio de Albéniz situado na cidade de Barcelona, é actualmente a residência oficial do rei de Espanha quando realiza as suas visitas a esta cidade.
O rei e a sua família vão regularmente de férias para Palma de Maiorca fazendo uso do Palácio de Marivent existente desde 1960. Do mesmo modo que em Madrid o Palácio de Oriente é a residência oficial, o Palácio Real de La Almudaina, é a residência oficial de verão do Rei. Em 2001, ao rei, foi dado um iate para as Ilhas Baleares e um consórcio de empresas locais líderes como parte de um esforço para associar a família real com as ilhas, e promover as ilhas como destino turístico. O iate, conhecido como a Fortuna, também é propriedade do Estado e administrado pelo Património Nacional.